# NGC 3936
NGC 3936 ist eine Balken-Spiralgalaxie vom Hubble-Typ SBbc im Sternbild Wasserschlange am Südsternhimmel. Sie ist schätzungsweise 82 Millionen Lichtjahre von der Milchstraße entfernt. Sie ist das hellste Mitglied der vier Galaxien zählenden NGC 3936-Gruppe (LGG 253).
Das Objekt wurde am 24. März 1835 von John Herschel entdeckt.

## NGC 3936-Gruppe (LGG 253)
| Galaxie   | Alternativname | Entfernung / Mio. Lj |
| --------- | -------------- | -------------------- |
| NGC 3936  | PGC 37178      | 82                   |
| NGC 3885  | PGC 36737      | 79                   |
| PGC 36664 | ESO 440-04     | 74                   |
| PGC 36882 | ESO 440-011    | 79                   |